# Utricularia graminifolia
Utricularia graminifolia ist eine Pflanzenart, auch Grasblättriger Wasserschlauch genannt, aus der Gattung der Wasserschläuche (Utricularia) innerhalb der Familie der Wasserschlauchgewächse (Lentibulariaceae). Diese fleischfressende Pflanzenart wächst terrestrisch, halbaquatisch oder lithophytisch. Sie ist in Indien, Sri Lanka, Myanmar und Thailand verbreitet.

## Beschreibung

### Vegetative Merkmale
Utricularia graminifolia ist eine kriechende, mehrjährige krautige Pflanze. Sie bildet zahlreiche Rhizoide mit einer Dicke von etwa 0,2 bis 0,3 mm. Die Stolone sind ebenfalls reich verzweigt und mehrere Zentimeter lang, sie bilden dichte Teppiche.
Die Laubblätter erscheinen zahlreich und wachsen dicht gedrängt über die Stolone verteilt und sind in Blattstiel sowie Blattspreite gegliedert. Der Blattstiel ist eher kurz. Die dreinervige Blattspreite ist bei einer Länge von bis zu 4 cm sowie einer Breite von bis zu 6 mm linealisch bis schmal-eiförmig.
Die Fallen erscheinen in großer Zahl und wachsen an den Rhizoiden, den Stolonen, an den Blattstielen und sogar an den Blattspreiten. Die Fallen sind kugelig, an kurzen Stielen sitzend und ihre Größe schwankt zwischen 0,5 und 2,0 mm. Die Öffnung sitzt seitlich und je links und rechts der Klappe befindet sich ein priemförmiger, drüsenbesetzter Auswuchs.

### Generative Merkmale
Der Blütenstand ist aufrecht oder rankend, von einfachem Bau und unverzweigt. Der drüsig behaarte Blütenstandsschaft ist 4 bis 30 cm lang und bei einem Durchmesser von 0,4 bis 0,8 mm im Querschnitt rund. Die Brakteen sind an ihrer Basis verwachsen, oval und etwa 1,0 mm lang. Die Blüten erscheinen zu zweit oder zu sechst.
Die zwittrigen Blüten sind zygomorph und fünfzählig mit doppelter Blütenhülle. Die Kelchblätter sind leicht schmal-oval, das obere Kelchblatt ist länger als das untere. Das untere Kelchblatt weist eine zweizipfelige Spitze auf. Die Blütenkrone ist 7 bis 15 mm lang und weist variierende Mauve- oder Violetttöne auf. Die Oberlippe ist auf Höhe der unteren Mitte leicht eingeschnürt, der untere Teil ist fast quadratisch, der obere Teil ist annähernd kreisförmig bis breit-eiförmig. Die Unterlippe ist fast kreisförmig, mit einer abgerundeten Spitze. Die Oberlippenbasis ist auffällig geschwollen, der Gaumen weist einen erhabenen, bewimperten Rand auf. Der Blütensporn ist kegelförmig, spitz zulaufend, leicht oder stark nach vorn hin gekrümmt und etwas länger als die Unterlippe.
Die Kapselfrucht ist bei einem Durchmesser von etwa 2,5 mm elliptisch. Die Kapselwände sind membranähnlich. Die Samen sind eiförmig und etwa 0,3 bis 0,6 mm groß.

## Verbreitung und Habitat
Utricularia graminifolia ist in Indien, Sri Lanka, Myanmar und Thailand beheimatet. Dort wächst sie in Sümpfen, auf Feuchtwiesen oder auf sickernassem Felsen in Höhenlagen von 0 bis 1500 Metern.

## Systematik
Die Erstveröffentlichung von Utricularia graminifolia erfolgte 1804 durch Martin Vahl in Enumeratio Plantarum ..., 1, Seite 195.
Die Art Utricularia graminifolia gehört zur Sektion Oligocista aus der Untergattung Bivalvaria in der Gattung Utricularia. Bis 1983 wurde Utricularia graminifolia als Varietät Utricularia caerulea var. graminifolia (Vahl) P.K.Bhattach. angesehen.

## Nachweise
1. 1 2 3 4 5 6  
Peter Taylor: The Genus Utricularia. A Taxonomic Monograph. (= Kew Bulletin. Additional Series. 14). Royal Botanic Gardens – Kew, London 1989, ISBN 0-947643-72-9, S. 370–374.
2. 1 2  
Utricularia graminifolia bei Tropicos.org. Missouri Botanical Garden, St. Louis, abgerufen am 22. November 2018.